# Giuseppe Mascia (politico 1833)
Giuseppe Mascia (San Severo, 2 maggio 1833 – 16 gennaio 1910) è stato un politico e medico italiano.

## Biografia
Di professione medico chirurgo, venne eletto alla Camera del Regno d'Italia nella XX e nella XXI legislatura per il collegio di San Severo.